# Zangakatun
Zangakatun (en arménien Զանգակատուն ) est une communauté rurale du marz d'Ararat en Arménie. En 2008, elle compte 1 174 habitants.

## Culture
C'est sur cette route que fut assassiné le poète arménien Parouir Sévak. Au bord de la route, une stèle a été dressée.